# Galt MacDermot
Galt MacDermot   (Montreal, 18 de desembre de 1928 - Staten Island, 17 de desembre de 2018) nom artístic d'Arthur Terence Galt MacDermot, va ser un compositor, pianista i escriptor canadenc-nord-americà de teatre musical.
Va guanyar un premi Grammy per la cançó "African Waltz" l'any 1960. Els seus musicals amb més èxit van ser Hair (1967; el seu àlbum de repartiment també va guanyar un Grammy) i Two Gentlemen of Verona (1971). MacDermot també va compondre música per a bandes sonores de pel·lícules, àlbums de jazz i funk i música clàssica, i la seva música s'ha mostrat en cançons i àlbums d'hip-hop. És conegut sobretot pel seu treball a Hair, que va produir tres senzills número u el 1969: "Aquarius/Let the Sunshine In", "Good Morning Starshine" i la cançó principal "Hair".

## Biografia
MacDermot va néixer a Mont-real, fill del diplomàtic canadenc Terence MacDermot i Elizabeth Savage. Va estudiar a l'Upper Canada College i a la Bishop's University (Sherbrooke, Quebec, Canadà). Va rebre una llicenciatura en música per la Universitat de Ciutat del Cap, Sud-àfrica, i va fer d'un estudi de música africana la seva especialitat. Va estudiar piano en privat amb Neil Chotem.
També va ser durant la seva estada a Ciutat del Cap on coneixeria la seva futura esposa, Marlene Bruynzeel, clarinetista d'origen holandès. Es van casar el 1956 i van tenir cinc fills.
MacDermot va guanyar el seu primer premi Grammy per l'enregistrament de Cannonball Adderley de la seva cançó "African Waltz" (de l'àlbum del mateix nom) el 1960.
MacDermot es va traslladar a la ciutat de Nova York l'any 1964 on, tres anys més tard, va escriure la música de l'èxit musical Hair, que més tard va adaptar per a la pel·lícula de 1979 del mateix nom. El seu àlbum de repartiment de Broadway va guanyar un premi Grammy el 1969, i el musical va generar tres senzills número u aquell any: "Aquarius/Let the Sunshine In", "Good Morning Starshine" i la cançó principal "Hair". Els seus següents musicals van ser Isabel's a Jezebel (1970) i Who the Murderer Was (1970), que comptava amb la banda britànica de rock progressiu Curved Air.
MacDermot va tenir un altre èxit amb el musical Two Gentlemen of Verona (1971), que va guanyar el premi Tony al millor musical. Per a aquest espectacle, MacDermot va ser nominat a un Tony a la millor música i va guanyar el premi Drama Desk a la millor música. Els seus musicals posteriors, incloent Dude i Via Galactica (tots dos de 1972) i The Human Comedy (1984), no van tenir èxit a Broadway, amb 16 actuacions, 7 actuacions i 13 actuacions respectivament.
Les bandes sonores de la pel·lícula de MacDermot inclouen Cotton Comes to Harlem, una pel·lícula blaxploitation de 1970 protagonitzada per Godfrey Cambridge, Raymond St. Jacques i Redd Foxx, basada en la novel·la homònima de Chester Himes; Rhinoceros (1974) protagonitzada per Zero Mostel i Gene Wilder, i dirigida pel director original de Broadway Hair, Tom O'Horgan; i Mistress (1992). Va escriure les seves pròpies orquestracions i arranjaments per a les seves partitures de teatre i pel·lícules.

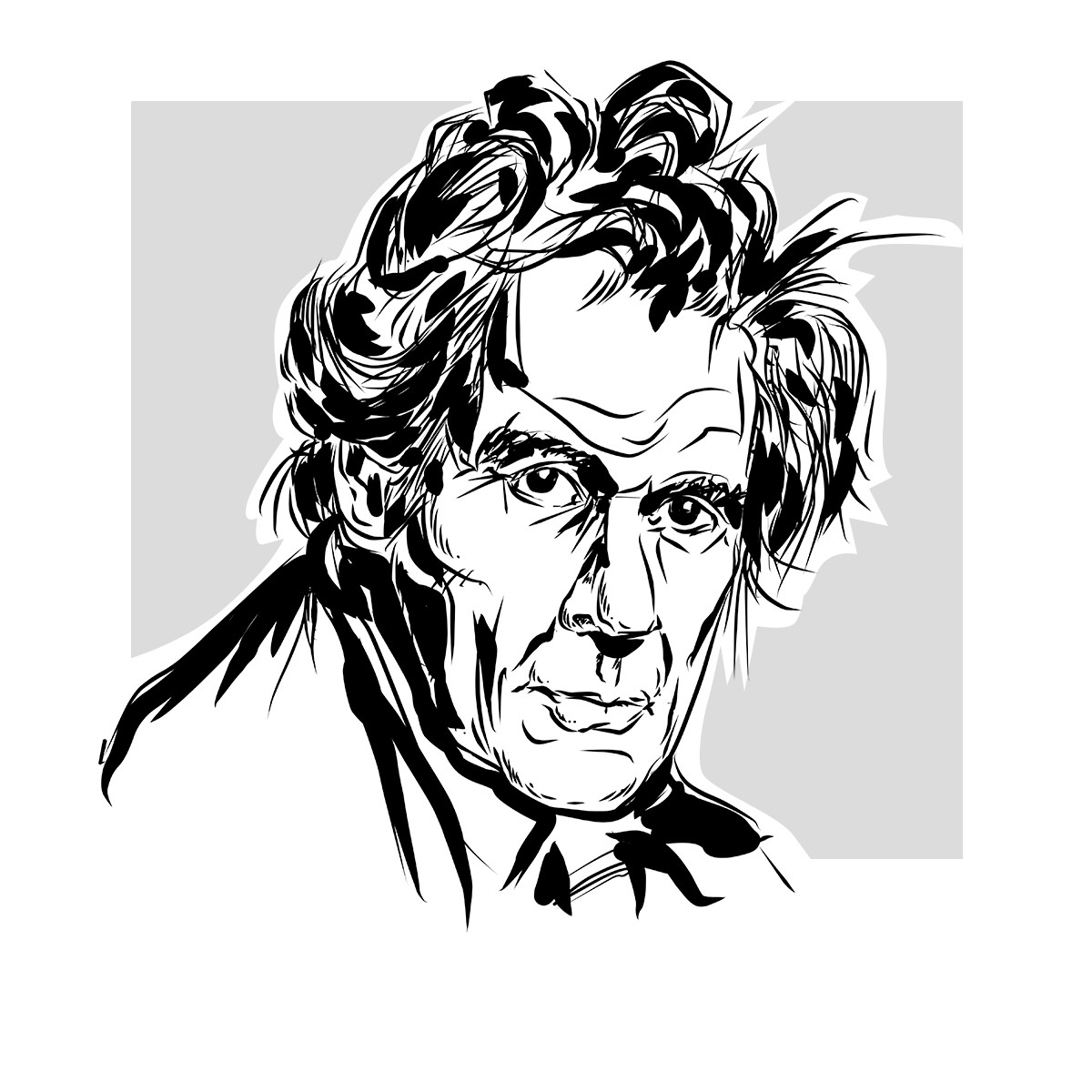
Retrat de Galt MacDermott

L'any 1979, MacDermot va formar la New Pulse Jazz Band, que va interpretar i gravar la seva música original i va ser una de les primeres bandes de jazz amb sintetitzador. La banda va tocar com a part de la banda a l'escenari al revival de Broadway del 2009 de Hair. L'obra de MacDermot també inclou partitures de ballet, música de cambra, la litúrgia anglicana, música orquestral, poesia, música incidental per a obres de teatre, repertori de banda i òpera.
El 2009, MacDermot va ser inclòs al Saló de la Fama del Compositor. El 22 de novembre de 2010, MacDermot va rebre el "Premi Lifetime Achievement Award" de la SOCAN als Premis SOCAN 2010 a Toronto.

## Mort
MacDermot va morir a casa seva a Staten Island, Nova York, el 17 de desembre de 2018.

## Mostres i altres usos
La música de MacDermot és popular entre els col·leccionistes de jazz i funk. Treballant amb músics de jazz com Bernard Purdie, Jimmy Lewis i Idris Muhammad, MacDermot va crear peces que prefiguraven el material funk de James Brown. En dècades més recents, el seu treball es va fer popular entre els músics de hip hop, com Busta Rhymes, que va provar "Space" del disc de MacDermot de 1969 Woman Is Sweeter per al gran èxit "Woo-Hah!! Got You All in Check" i Run. DMC, que va mostrejar la cançó de Hair "Where Do I Go?" en el seu premi Grammy "Down with the King". Handsome Boy Modeling School ("The Truth"), DJ Vadim, DJ Premier i Oh No han fet una mostra del mateix segment de "Coffee Cold", de Shapes of Rhythm (1966).
El duet d'electrònica escocesa Boards of Canada va utilitzar un bucle a la seva cançó "Aquarius" (Music Has the Right to Children) que va ser mostrat de la cançó homònima de MacDermot de la banda sonora de 1979 de la pel·lícula Hair.
Com a part de la seva sèrie Special Herbs, el raper MF DOOM va mostrar tres cançons de MacDermot de "Woman Is Sweeter": "Cathedral" per a la seva cançó "Pennyroyal", "Space" per "Cinquefoil" i "Princess Gika" per "Styrax Gum". "Cathedral" també es mostra a "Dear Winter Bloody Fiegs" de Westside Gunn per al seu mixtape del 2015 Hitler Wears Hermes 3. El 2006, el raper i productor Oh No va publicar un àlbum produït completament amb mostres de MacDermot, titulat Exodus into Unheard Rhythms.

## Espectacles
- My Fur Lady (1957)
- Hair (1967)
- Isabel's a Jezebel (1970)
- Who the Murderer Was (1970)
- Two Gentlemen of Verona (1971)
- Dude (1973)
- Via Galactica (1973)
- The Human Comedy (1984)
- The Special (1985)
- Time and the Wind (1995)
- The Legend of Joan of Arc (1997)
- Sun (1998)
- Blondie (1998)
- The Corporation (1999)
- Gone Tomoro (2009)

## Discografia (incompleta)
(exclosos els àlbums de repartiment i les bandes sonores)
- Art Gallery Jazz (1960)
- African Waltz (1960)
- The English Experience (1961)
- Galt MacDermot by Arrangement (1963)
- Shapes of Rhythm (1966)
- Hair Cuts (1969)
- Woman is Sweeter (1969)
- Galt MacDermot's First Natural Hair Band(1970)
- The Nucleus (1971)
- Ghetto Suite (1972)
- Salome Bey Sings Songs From Dude (1972)
- The Highway Life (1973)
- Take This Bread: A Mass in our Time (1973)
- Memphis Dude (1973)
- La Novela (1973)
- The Karl Marx Play (1973)
- The Joker Of Seville (Taller de Teatre de Trinitat Àlbum de repartiment original)(1974)
- New Pulse Jazz Band (1979)
- O Babylon! (1980)
- Pulse On! (1981)
- New Pulse Jazz Band III (1983)
- Boogie Man (1985)
- Lost Conquest (Conquista Perdida) (1986)
- Purdie as a Picture (1994)
- Reflections of a Radically Right Wing Composer (1992)
- The Thomas Hardy Songs (1997)
- El Niño (1998)
- Up from the Basement Volumes 1 & 2 (2000)[19]
- Corporation (2000)
- Spotted Owl (2000)
- Live In Nashville (2000)
- Foolish Lover (2001)
- Paul Laurence Dunbar in Song (2001)
- Waiting For The Limo (2003)
- In Film (2004)
- Asian Suite (2005)
- Many Faces of Song (2009)
- Sun (2009)
- The Sun Always Shines for the Cool (2014)
- Air & Angels (2017)